# Affinity Designer
Affinity Designer（アフィニティ デザイナー）は、Serif Europeが販売するベクターイメージ編集ソフトウェア（ドローソフト）である。macOS、Windows、iOS(iPad版)にて提供されている。

## 概要
主にイラストレーション、ロゴタイプ、図面、広告、画面設計など、デザインを描画するソフトウェアである。特にAdobe Illustratorの代替となる事をアピールしており、AI、PSD、EPS、SVG、PDFなどの一般的なグラフィックファイル形式と互換性がある。Affinity Designerをはじめとするセリフ社の製品は買い切り型のソフトウェアであり、サブスクリプション形式との差別化を強調している。

## 機能
Affinity Designerは3つのペルソナモードを切り替えて使用する。モードごとに得意とする画像処理の分野が分かれている。

### デザイナーペルソナ
主にベクターデータを扱う。カーブやシェイプの作成、ペンツールによるベジェ曲線の生成、塗りつぶし、切り抜き、文字の挿入など、Affinity Designerの最も基本的なモードである。

### ピクセルペルソナ
主にラスターデータを扱う。ブラシツールや鉛筆ツールといった描画機能、選択範囲の生成やマスキング処理、ぼかしやシャープネスなどを用いたレタッチ機能など。同じAffinityシリーズのAffinity Photoが得意とするデジタル画像編集を簡易的に実行するモード。

### 書き出しペルソナ
ファイルの書き出しを行うモード。画像の分割やサイズ変更、複数のファイル形式への出力などの設定を行える。

## ファイル形式
Affinity Designerが出力するデフォルトのファイル拡張子は .afdesignである。afdesignファイルは1つ以上の画像レイヤー、図形、テキスト、鉛筆やペンの描画、ペイントストロークなど、Affinity Designerの要素を格納するファイル形式となっている。
| ファイル形式               | 読み込み | 書き出し |
| Adobe Illustrator(AI)      | Yes      | No       |
| Adobe Freehand(10およびMX) | Yes      | No       |
| Adobe PhotoShop(PSD)       | Yes      | Yes      |
| AutoCAD (DWG, DXF)         | Yes      | Yes      |
| BMP                        | Yes      | No       |
| EPS                        | Yes      | Yes      |
| GIF                        | Yes      | Yes      |
| HEIF                       | Yes      | No       |
| JPEG                       | Yes      | Yes      |
| J2K, JP2                   | Yes      | No       |
| JPEG XL                    | Yes      | Yes      |
| JPEG-XR/JXR(WDP/HDP)       | Yes      | No       |
| PDF                        | Yes      | Yes      |
| PNG                        | Yes      | Yes      |
| RAW                        | Yes      | No       |
| SVG                        | Yes      | Yes      |
| TGA                        | Yes      | Yes      |
| TIFF                       | Yes      | Yes      |
| WEBP                       | Yes      | Yes      |
| OpenEXR                    | Yes      | Yes      |
| Radiance HDR               | Yes      | Yes      |

## 類似するソフトウェアと差異
Adobe Illustrator、CorelDRAW、Gravit Designer、Canvas、Inkscape、そして開発・販売が終了したAdobe Fireworks(旧Macromedia Fireworks)などが類似するソフトである。
FireworksはAffinity Designerと特に似ていると言える。非破壊オブジェクトの扱い方や、ベクターデータとラスターデータを混在させながらシームレスなグラフィックデザインを行う設計などの共通点がある。Affinity DesignerではAI、EPS、PDF、SVGをはじめとする複数のフォーマットの読み込みに対応している。表示において一定の互換性が保たれているが100%とは言えない。
Affinity Designer特徴として、ベクターデータとラスターデータを混在させつつスムーズに画像制作が出来る設計。スナッププリセットを切り替える事で、印刷用途やUIデザインなど形態に即したオブジェクト配置に切り替える機能。多機能なスライスツールによりファイル出力機能が充実している事。Affinity PhotoやAffinity Publisherとワンボタンで高速にファイルを行き来して編集できる点。iOS版Affinityシリーズとのファイル互換性によりiPadとWindows/macOSで高度で一環した画像制作を行える事などが挙げられる。しかしながら類似ソフトウェアのアップデートによりいくつかの特色は薄れつつある分野も散見される。

## 歴史
Affinity Designerは過去にSerifが開発・販売していたDrawPlusの後継ソフトとして発表された。DrawPlusがWindows版のみの提供であった事や、度重なるアップデートによりメンテナンスが困難になった事の改善を目的として開発された。
2014年10月に、新世代のデザインツールとして、Mac App Storeにてリリースされた。64ビットとマルチコアに最適化し、Grand Central Dispatch、Metal、Core Graphics等のAppleの新しいテクノロジーを利用しており、WWDC 2015において、Apple Design Award 2015に選出されている 。
2016年11月17日に、Windows版がリリースされた。
2018年7月に、iPad版がリリースされた。
2020年11月12日、Macの新プロセッサApple M1に対応するため、macOS版のみバージョン1.8.6をリリースした。
2022年11月9日、Affinityバージョン2を発売。バージョン1とライセンスの互換性はないが大幅な機能追加が行われた。対応動作OSも更新された。またライセンス形態が変更され、PC版とiPad版の統合ライセンスであるユニバーサルライセンスをリリース。
2025年2月19日、Affinityバージョン2.6がリリース。Publisherのページ管理に大幅な変更が行われたため、ファイル形式にも変更があった。2.6で保存されたファイルは2.0～2.5で開くことができない。

## リリース履歴

### macOSおよびWindows版
| バージョン                                                             | リリース日     | 備考 |
| ---------------------------------------------------------------------- | -------------- | --- |
| 1.0                                                                    | 2014年10月02日 | Mac版公開。 |
| 1.2                                                                    | 2015年04月02日 | テキストパス機能、コーナーツールの追加。                                                                            |
| 1.3                                                                    | 2015年07月09日 | Windows向けベータ版公開。                                                                                           |
| 1.4                                                                    | 2016年02月12日 | 日本語に対応。アートボード、キャンバスの回転、キーボードショートカット機能の追加。                                  |
| 1.5                                                                    | 2016年10月12日 | シンボル機能、制約機能の追加。                                                                                      |
| 1.6                                                                    | 2017年11月02日 | フォント機能の強化。                                                                                                |
| 1.7                                                                    | 2019年06月05日 | ブラシストークの改善、Metalアクセラレーション対応による高速化、HDR/EDRモニタの対応。                                |
| 1.8                                                                    | 2020年02月26日 | カーブのストロークの改善。テンプレート機能の追加。PSDスマートオブジェクトの読み込み対応。                           |
| 1.9                                                                    | 2021年02月04日 | 類似レイヤーの選択、輪郭ツール、画像のリンク化の機能を追加。                                                        |
| 1.10                                                                   | 2021年08月05日 | パフォーマンスの改善。                                                                                              |
| 2.0                                                                    | 2022年11月09日 | ベクターワープ、シェイプビルダー、ナイフツール、多重レイヤー効果等の追加。                                          |
| 2.1                                                                    | 2023年05月18日 | ベクター塗りつぶしツール、ラスターライブワープ、バランスの取れた破線、より複雑な破線。                              |
| 2.2                                                                    | 2023年09月19日 | 「シンボルを作成」オプションの追加、ビューモードオプションの追加、移動／複製ダイアログ。                            |
| 2.3                                                                    | 2023年11月29日 | 螺旋ツール、ピクセルグリッドオプション、パスワードで保護されたPDFの作成と配置、鉛筆ツールの「選択を保持」の設定。   |
| 2.4                                                                    | 2024年02月26日 | レイヤーステートの追加、DWGおよびDXFの書き出し、書き出しペルソナの変数指定、32ビットHDR PNGのサポート。             |
| 2.5                                                                    | 2024年05月23日 | Windows ARM64のネイティブサポート、バリアブルフォントサポート、境界線の幅ツール、鉛筆ツールの改善、QRコードツール。 |
| 2.6                                                                    | 2025年02月19日 | 鉛筆・ペン・ノードツールの改善、カラーピッカーの改善。                                                              |
| 凡例サポート終了サポート中現行バージョン最新プレビュー版将来のリリース |                | |

### iPad版
| バージョン                                                             | リリース日     | 備考 |
| ---------------------------------------------------------------------- | -------------- | --- |
| 1.6                                                                    | 2018年07月11日 | |
| 1.7                                                                    | 2019年06月05日 | ノードツール、変形ツール、グリッドやカラムシステムの強化。調整ウィジェットの追加。                                                                               |
| 1.8                                                                    | 2020年02月26日 | テンプレート機能、キーボードショートカットのカスタマイズ機能の追加。カーブルのストークの改善。                                                                   |
| 1.9                                                                    | 2021年02月04日 | 類似レイヤーの選択、輪郭ツール、外部ディスプレイ設定機能の追加。                                                                                                 |
| 1.10                                                                   | 2021年08月05日 | パフォーマンスの改善。 |
| 2.0                                                                    | 2022年11月09日 | ベクターワープ、シェイプビルダー、ナイフツール、多重レイヤー効果等のデスクトップ版と同様の新機能に加え、クイックメニュー、コマンドコントローラなどUIの機能追加。 |
| 2.1                                                                    | 2023年05月18日 | 編集メニューの刷新、iPadOS写真アプリと統合、スタイルピッカーツール。                                                                                             |
| 2.2                                                                    | 2023年09月19日 | 小数点以下の精度の設定の追加、「選択を保持する」の設定。 |
| 2.3                                                                    | 2023年11月29日 | 螺旋ツール、ピクセルグリッドオプション、パスワードで保護されたPDFの作成と配置、鉛筆ツールの「選択を保持」の設定。                                                |
| 2.4                                                                    | 2024年02月26日 | DWGおよびDXFの書き出し、選択ボックスを設定、32ビットHDR PNGのサポート、挿入ターゲットをロックする機能。                                                          |
| 2.5                                                                    | 2024年05月23日 | バリアブルフォントサポート、境界線の幅ツール、鉛筆ツールの改善、QRコードツール。                                                                                 |
| 2.6                                                                    | 2025年02月19日 | 鉛筆・ペン・ノードツールの改善、カラーピッカーの改善。 |
| 凡例サポート終了サポート中現行バージョン最新プレビュー版将来のリリース |                | |

## シリーズ製品
- Affinity Photo
- Affinity Publisher